# Масанья, Вердиана
Вердиана Грейс Масанья (Verdiana Grace Masanja, урождённая Кашага; родилась 12 октября 1954 года)  — танзанийская учёная-математик, специализирующаяся на гидродинамике. Первая танзанийка, получившая докторскую степень по математике.

## Образование
Масанья родилась в Букобе, в то время входившую в подопечную территорию ООН Танганьика. Она училась в средней школе для девочек Джангвани в Дар-эс-Саламе, а затем в Университете Дар-эс-Салама, получив степень по математике и физике в 1976 году и степень магистра в 1981 году. Темой её магистерской диссертации было «Влияние нагнетания на развитие ламинарного течения жидкостей Райнера-Филиппова в круглой трубе».
Она получила вторую степень магистра физики и докторскую степень по гидродинамике в Техническом университете Берлина. Её диссертация «Численное исследование жидкости Райнера-Ривлина в осесимметричной круглой трубе» была написана совместно с Вольфгангом Мусчиком и Гердом Брунком.

## Карьера
Уже будучи студенткой магистратуры, Масанья стала преподавательницей в Университете Дар-эс-Салама, а по возвращении из Германии стала в этом университете профессором, проработав здесь до 2010 года. В 2006 году она также начала преподавать в Национальном университете Руанды, а в 2007 году стала там профессором. Кроме того, была назначена директором по исследованиям этого университета, а также проректором (заместителем вице-канцлера) и старшим советником Университета Кибунго в Руанде. В 2018 году она вернулась в Танзанию в качестве профессора прикладной и вычислительной математики в Африканском институте науки и технологий имени Нельсона Манделы в Аруше.
Масанджа занимала пост вице-президента Африканского математического союза по Восточной Африке, возглавляла Комиссию Африканского математического союза по делам женщин в математике в Африке и Образовательную сеть Танзании, а также была национальным координатором женского математического образования в Африке.
Ей также принадлежат публикации об образовании и участии женщин в науке.
Масанья — главный редактор издания Rwanda Journal.